# ウエストサリー・レーシング
ウェスト・サリー・レーシング ( West Surrey Racing ) は、ニュージーランド出身のディック・ベネットが運営するイギリスを拠点とするモータースポーツチーム。チーム名を省略して、WSRと親しまれている。 アイルトン・セナ、ミカ・ハッキネン、ジョナサン・パーマー、ルーベンス・バリチェロ、マウリシオ・グージェルミン、エディ・アーバインなどのドライバーが同チームから、F3やF3000レースに参戦した。 1981年に設立されたWSRは、F3では70を超えるレースに勝利し、 イギリスツーリングカー選手権（BTCC）で100を超えるクラス及び総合優勝を収めている。

## チームの来歴

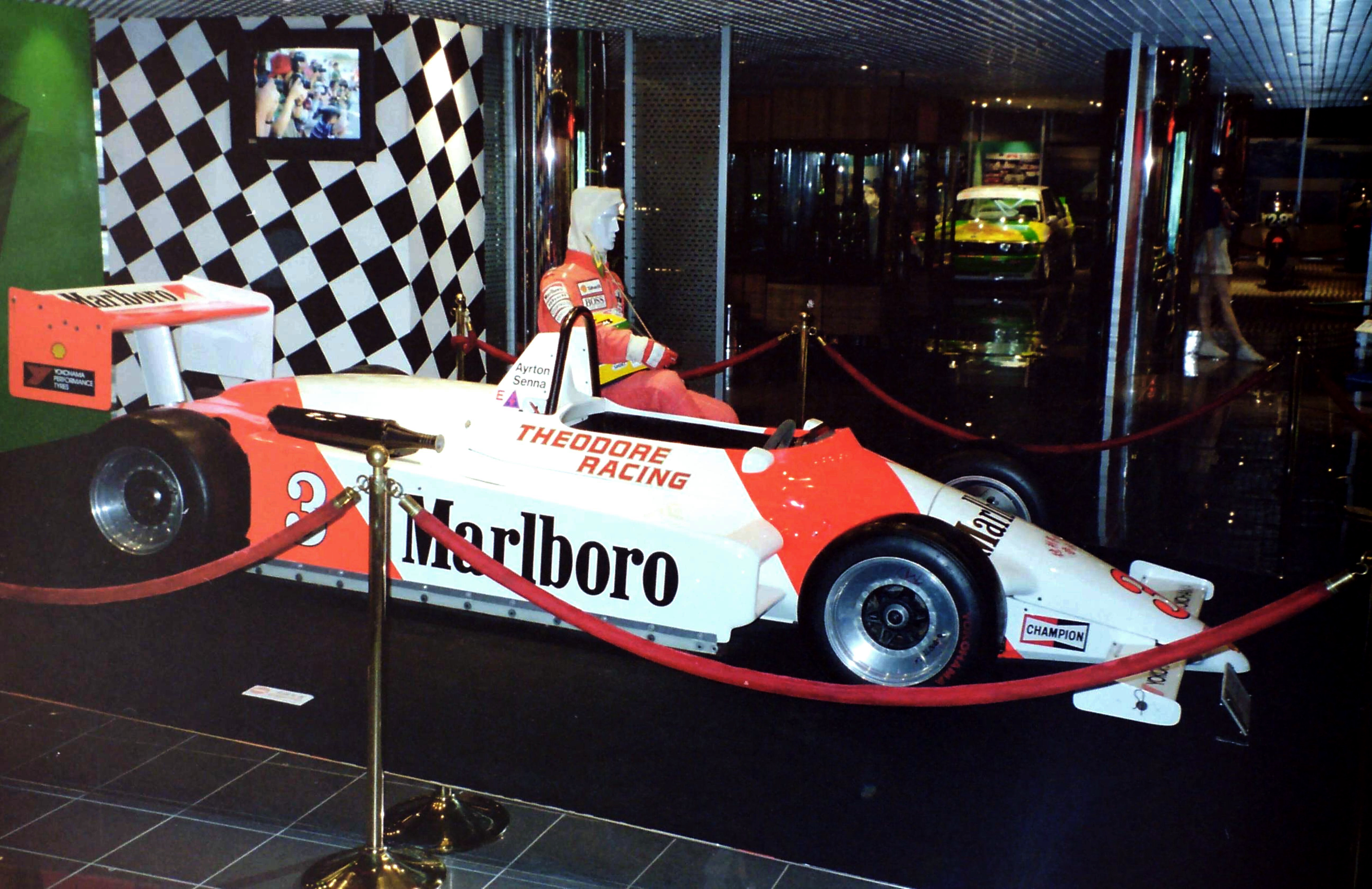
ウェストサリー・レーシングに所属したアイルトン・セナは1983年のイギリスF3を制し、マカオグランプリでも総合優勝した。

### F3
設立された1981年よりイギリス・フォーミュラ3選手権に参戦。参戦初年度であったが、ジョナサン・パーマーがシリーズチャンピオンを獲得。1983年にはアイルトン・セナを起用して、12勝を記録。エディ・ジョーダン・レーシングのマーティン・ブランドルとの熾烈なチャンピオン争いの末、2度目のタイトルを獲得した。その後も1985年には、マウリシオ・グージェルミン、1990年にはミカ・ハッキネン、翌年もルーベンス・バリチェロが同チームから参戦してチャンピオンを獲得しており、イギリスF3の名門チームの一つとなった。マカオグランプリにおいても1983年にセナ、1985年もグージェルミンが同チームから参戦して総合優勝した。

### イギリスツーリングカー選手権

#### フォード

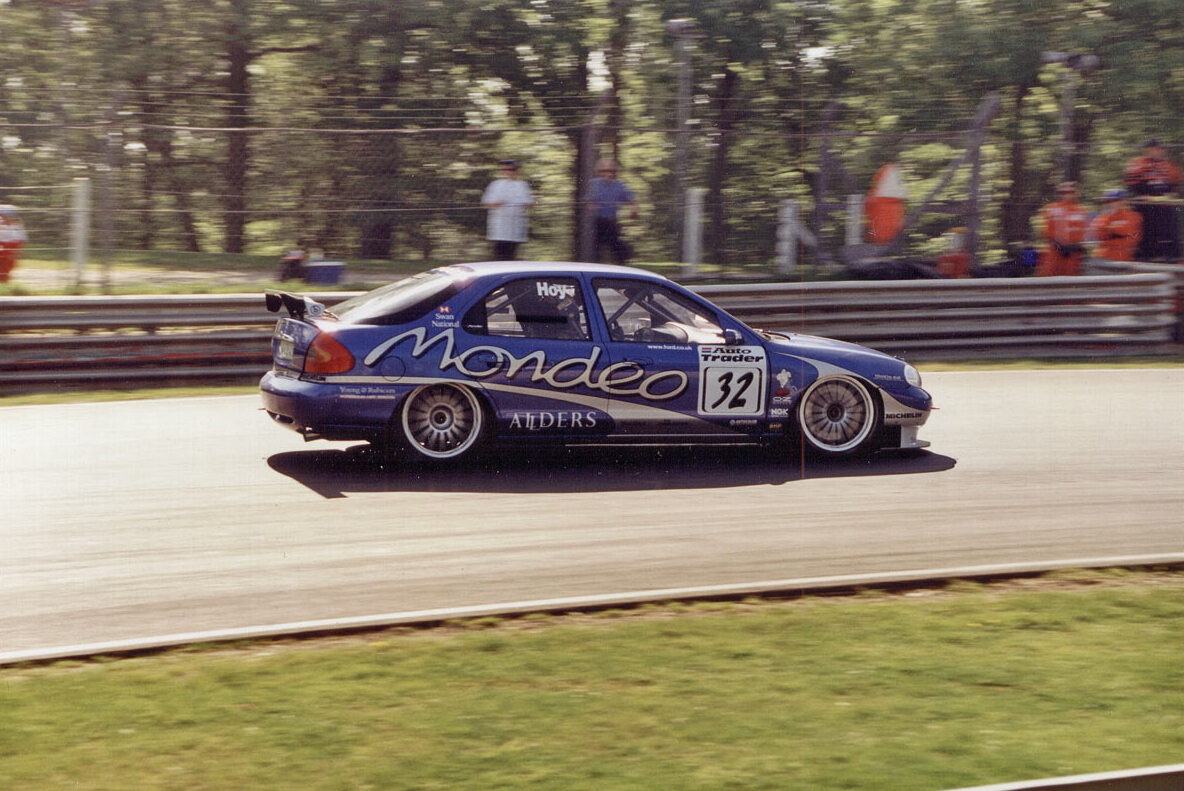
ウィル・ホイは、1998年の第4戦で勝利し、ウェストサリー・レーシングにシリーズ初優勝をもたらした。

1996年からはイギリスツーリングカー選手権にフォードのワークスチームとして参戦を開始し、アンディ・ロウズが率いていたロウズ・スポーツからチーム運営を引き継ぐかたちになった。参戦初年度は、ロウズ・スポーツのドライバーだったエースのポール・ラディシッチとフォーミュラレースで活躍したスティーブ・ロバートソンのコンビで参戦した。しかし、シーズンを通して目立った成績は残せなかった。
1997年はこれまでセダンタイプのモンデオ・ギアでの参戦だったが、新たにハッチバックのモンデオを投入。シャーシーはレイナードが担当した。ドライバーは、ラディシッチが残留し、1991年チャンピオンでルノーから移籍してきたウィル・ホイとコンビを組む。前年度より結果は向上したが、ラディシッチがシリーズ13位、ホイも15位とこの年も厳しいシーズンとなった。翌1998年もドライバーラインアップが変更され、ホイが残留した一方で93年以来5年間フォードのドライバーを務めてきたラディシッチがプジョーに移籍する事になった。そこで、チームはオーストラリアや南アフリカのツーリングカーレースでBMWのワークスドライバーとして実績のあるクレイグ・ベアードを起用。そしていくつかのレースでは、92年のF1ワールドチャンピオンナイジェル・マンセルを起用した。ホイは第4戦シルバーストーンでチームに初勝利をもたらし、フォードにとっても95年以来3年振りの優勝であった。ホイはシーズン中何度か表彰台に上がって最終ランキングは10位であった。ベアードは前輪駆動に不慣れであった為か苦戦を強いられれていたが、ウェットコンディションだった第20戦ノックヒルでは一時トップを走行し、マンセルもアクシデントに巻き込まれてリタイアを余儀なくされるレースもあったが、大雨の中で行われたドニントンの第12戦では優勝争いを展開し、最終的に5位に入賞した。

## レース戦績

### イギリスF3
| 年     | ドライバー                       | エンジン       | 年間ランキング |
| ------ | -------------------------------- | -------------- | -------------- |
| 1981年 | ジョナサン・パーマー             |                | 1位            |
| 1983年 | アイルトン・セナ                 | トヨタ         | 1位            |
| 1984年 | フアン・カルロス・アベラ         | トヨタ         | 6位            |
| 1984年 | ゲイリー・エヴァンス             | トヨタ         | 9位            |
| 1985年 | マウリシオ・グージェルミン       | VW             | 1位            |
| 1986年 | デイモン・ヒル*                  | VW             | 9位            |
| 1987年 | ベルトラン・ガショー             | VW             | 2位            |
| 1987年 | ローランド・ラッツェンバーガー   | VW             | 12位           |
| 1988年 | エディ・アーバイン               | アルファロメオ | 5位            |
| 1988年 | アントニオ・シモンイス           | アルファロメオ | 14位           |
| 1989年 | アラン・マクニッシュ             | 無限           | 2位            |
| 1989年 | デレック・ヒギンズ               | 無限           | 3位            |
| 1990年 | ミカ・ハッキネン                 | 無限           | 1位            |
| 1990年 | クリスチャン・フィッティパルディ | 無限           | 4位            |
| 1990年 | 田中実                           | 無限           | 10位           |
| 1991年 | ルーベンス・バリチェロ           | 無限           | 1位            |
| 1991年 | ジョルディ・ジェネ               | 無限           | 4位            |
| 1991年 | ペドロ・ディニス                 | 無限           | 12位           |
| 1992年 | オズワルド・ネグリJr.            | 無限           | 4位            |
| 1992年 | マルク・ホーセンス               | 無限           | 6位            |
| 1993年 | マルク・ホーセンス               | 無限           | 3位            |
| 1993年 | ペドロ・デ・ラ・ロサ             | 無限           | 6位            |
| 1993年 | ジェレミー・デュフォア           | 無限           | 9位            |
| 1994年 | ヴィンセント・ラダーメッカ       | 無限           | 2位            |
| 1994年 | ガルター・サレス                 | 無限           | 10位           |
| 1995年 | クリスチアーノ・ダ・マッタ       | 無限           | 8位            |
| 1995年 | マルク・ジェネ                   | 無限           | 11位           |
| 1995年 | ブライアン・カニンガム           | 無限           | 17位           |

- * : シーズン途中マーレイ・テイラー・レーシングに移籍。